# Generali Open Kitzbühel 2017
Generali Open Kitzbühel 2017 — тенісний турнір, що проходив на ґрунтових кортах у місті Кіцбюель, Австрія з 31 липня. Належав до категорії ATP World Tour 250, був турніром серії Austrian Open Kitzbühel 2017 року.

## Фінальна частина

### Одиночний розряд
Філіпп Кольшрайбер —  Жуан Соуза 6–3, 6–4

### Парний розряд
Пабло Куевас /  Гільєрмо Дюран —  Ганс Подліпнік Кастільйо /  Андрій Василевський 6–4, 4–6, [12–10]